# Johann von Baranoff

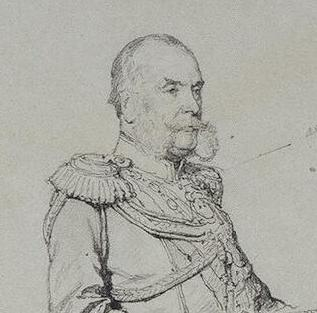
Johann Eduard Graf Baranoff

Graf Johann Eduard Trofimowitsch von Baranoff (russisch Эдуард Трофимович Баранов; * 18. Dezember 1811 in Sankt Petersburg; † 3. August 1884 in Baden-Baden) war ein russischer General der Infanterie in der kaiserlich-russischen Armee und Mitglied des russischen Staatsrats. 1846 wurde er in den russischen Grafenstand aufgenommen.

## Leben
Johann Eduard verließ ohne Abschlussprüfung das Kaiserliche Lyzeum und wurde 1832 als Fähnrich in die Garde aufgenommen. 1838 berief ihn Zar Nikolaus I. (1796–1855) zu seinem Flügeladjutanten und ernannte ihn 1849 zum Generalmajor À la suite. Im Jahre 1846 wurden er und seine Brüder in den russischen Grafenstand erhoben. 1851 wurde er Chef des Stabes des I. Infanterie-Korps. Von 1852 bis 1855 war er Kommandeur des Preobraschensker Leib-Garderegiments. 1855 Mit der beginnenden Regentschaft des Zaren Alexander II.  (1818–1881) wurde er 1855 zum Generaladjutanten seiner Majestät berufen.  Von 1855 bis 1863 war er Chef des Stabes im Gardekorps, er wurde 1857 zum Generalleutnant befördert und war ein persönlicher Berater des Zaren Alexander II. Von April bis Oktober 1866 war er Generalgouverneur der Ostseegouvernements hierzu gehörten Estland, Livland und Kurland, gleichzeitig war er Oberbefehlshaber der Regionalen Militärbezirke. Von Oktober 1866 bis 1868 war er Oberbefehlshaber des Militärbezirke Wilna und Generalgouverneur der Nordwest-Gebiete, hierzu gehörten Wilna, Kowno und Grodno. Im Jahre 1868 wurde er in den russischen Staatsrat berufen und ein Jahr später zum  General der Infanterie ernannt. 1876 war er Vorsitzender in der Kommission zur Erforschung der Eisenbahnwirtschaft. Von 1881 bis 1884 war er Präsident des Ökonomiedepartements (vergleichbar als Wirtschaftsabteilung) des Reichsrats. Zur Krönung des Zaren Alexander III. (1845–1894) am 15. Mai 1883 wurde ihm die Ehre zuteil das Reichszepter zu tragen.

## Auszeichnungen
In Anerkennung seiner Dienste wurden ihm mehrere russische und ausländische Orden verliehen:

### 1. Russische Orden
- 1844 Orden des Heiligen Wladimir 4. Klasse
- 1845 Russischer Orden der Heiligen Anna 2. Klasse
- 1847 Russischer Orden der Heiligen Anna mit Krone
- 1852 Russischer Sankt-Stanislaus-Orden
- 1853 Orden des Heiligen Wladimir 3. Klasse
- 1856 Russischer Orden der Heiligen Anna 1. Klasse
- 1856 Orden des Heiligen Wladimir 2. Klasse
- 1859 Kaiserlich-Königlicher Orden vom Weißen Adler
- 1863 Alexander-Newski-Orden
- 1873 Orden des Heiligen Wladimir 1. Klasse
- 1878 Orden des Heiligen Andreas des Erstberufenen

### 2. Ausländische Orden
- 1843 Johanniter-Orden
- 1850 Italienischer  Orden der Eisernen Krone 1. Klasse
- 1860 Oldenburgischer Haus- und Verdienstorden des Herzogs Peter Friedrich Ludwig 1. Klasse
- 1873 Preußischer Roter Adlerorden 1. Klasse
- 1874 Österreichisch-kaiserlicher Leopold-Orden  1. Klasse
- 1884 Bulgarischer St. Alexander-Orden 1. Klasse

## Herkunft und Familie

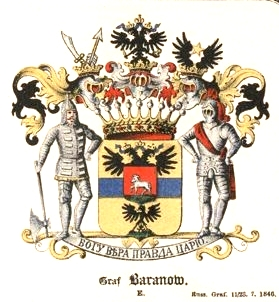
Wappen der Grafen von Baranoff (1846)

Johann Eduard stammte aus dem baltischen Adelsgeschlecht von Baranoff, welches aus einer russischen Bojarenfamilie kommend, in der Mitte des 16. Jahrhunderts, in Estland und Livland angesiedelt hatte und in schwedischen Diensten stand.  Sein Vater war der russische Kammerherr und Wirklicher Staatsrat Trofim Johann Ludwig von Baranoff  (* 1779 in Reval; † 27. Dezember 1828 in Sankt Petersburg), der mit Julie von Adlersberg (1789–1864) verheiratet war. Seine Brüder waren der General der Infanterie Nikolai Graf von Baranoff (1808–1883) und der russische Generalgouverneur von Twer Paul Graf von Baranoff (1814–1864). Johann Eduard war unverheiratet.